# Strachitunt
Strachitunt ist ein italienischer Käse aus Kuhmilch mit geschützter Ursprungsbezeichnung.

## Herkunft
Das Herkunftsgebiet umfasst die Gemeinden Taleggio, Vedeseta, Gerosa und Blello in der Provinz Bergamo, gelegen in der Region Lombardei.
Das in den Orobischen Voralpen und zu einem wesentlichen Teil im Regionalpark Parco delle Orobie Bergamasche gelegene Taleggio-Tal liegt mindestens 700 m über dem Meeresspiegel.
Die zahlreichen Weidewiesen sind Grundlage für Viehzucht und Almwirtschaft. Typischerweise wird in der Region vor allem Braunvieh gehalten. Die klimatischen Bedingungen im Herkunftsgebiet erlauben eine Weidehaltung von sechs Monaten im Jahr.
Grünfutter oder Heu machen mindestens 65 % der verfütterten Gesamttrockenmasse aus. Mindestens 80 % dieses Futters müssen aus dem Herkunftsgebiet stammen. Getreide, Ölsaaten und als Eiweißquelle, Derivate der Zuckerindustrie (weniger als 3,5 % der Trockenmasse), Mineralien als Makronährstoffen sowie Zusatzstoffen können zugefüttert werden. Die Verfütterung von Maissilage ist verboten.
Alle Phasen des Erzeugungsprozesses, von der Aufzucht der Kühe und der Gewinnung und Verarbeitung der Milch bis zur Herstellung und Reifung des Käses, erfolgen innerhalb des Herkunftsgebiets.

## Herstellung
Strachitunt ist ein Blauschimmelkäse aus roher Kuhvollmilch und wird aus zwei Teigen hergestellt. Der erste Teig wird aus Käsebruch vom Abend (kalte cagliata), der zweite Teig aus der ca. zwölf Stunden später gewonnenen, dickgelegten Morgenmilch (warme cagliata) gewonnen. Die beiden Käsemassen werden vermischt und zu einem Laib geformt.
Die Milch aus beiden Melkgängen muss zu mindestens 90 % von Kühen der Braunviehrasse stammen. Bei der Herstellung werden handelsübliches Kälberlab und Salz eingesetzt. Die Zugabe von Starterkulturen ist verboten.
Dank der in der Milch und in den Reifekammern natürlich vorkommenden Schimmelsporen Praxis des Durchstechens der Laibe bildet sich im Verlauf des Reifungsprozesses Blauschimmel im Käselaib.
Die Reifung erfolgt meist in unterirdischen Reifekammern, die vor allem die niedrigen Außentemperaturen nutzen. Möglich wird dieses durch die Lage des Tals, in dem die Sonneneinstrahlung am rechten Ufer des Gebirgsflusses Enna auch im Sommer sehr begrenzt ist. Die Mindestreifedauer beträgt 75 Tage.

## Eigenschaften

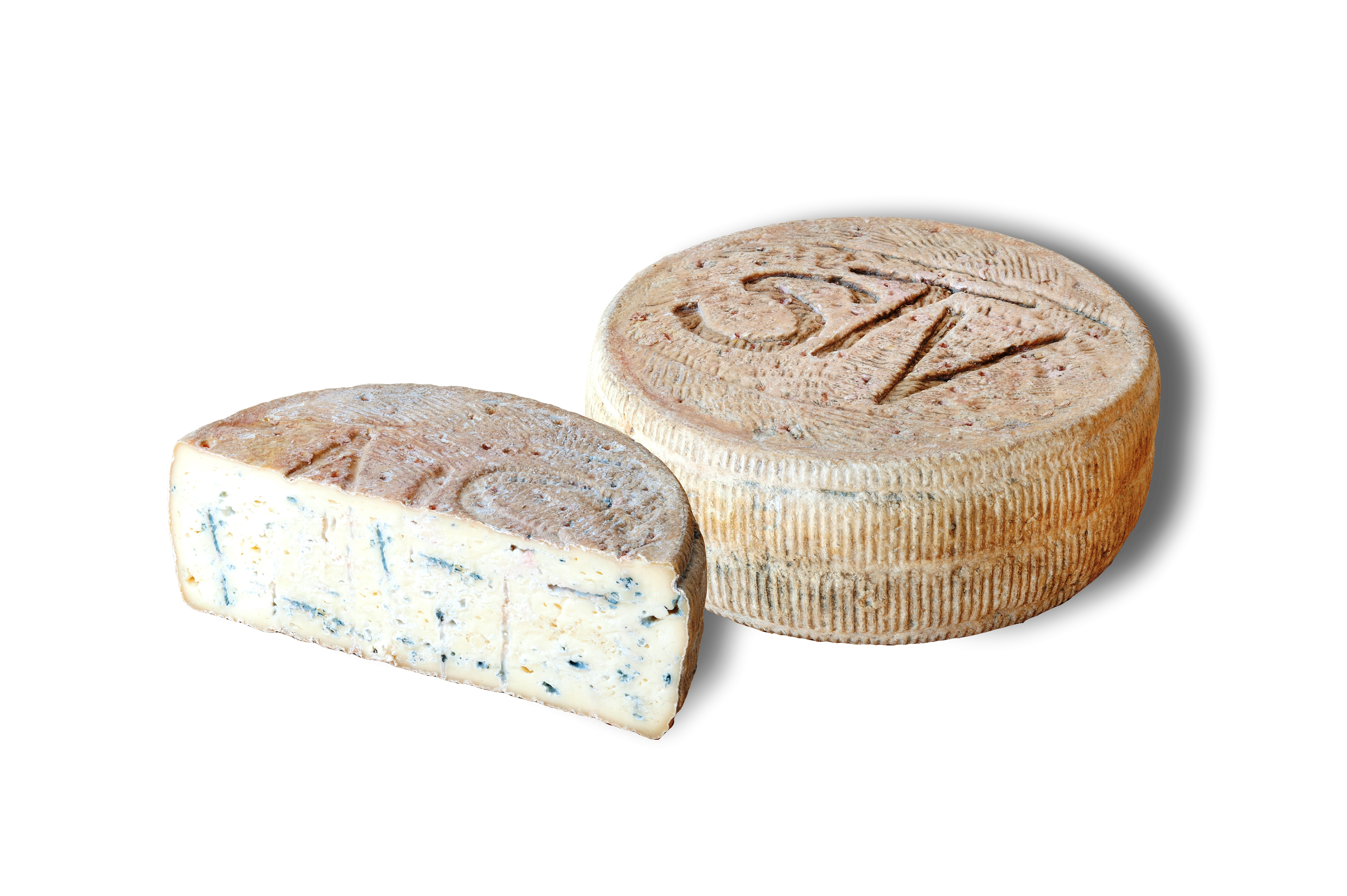
Strachitunt, ganz und angeschnitten

Der zylindrische Laib hat eine Höhe von 10 bis 18 cm und einen Durchmesser von 25 bis 28 cm. Das Gewicht beträgt 4 bis 7 kg. Er hat plane Ober- und Unterseiten, die Ränder sind gerade oder leicht nach außen gewölbt.
Die Rinde ist dünn, mittelfest und bisweilen mit Oberflächenschimmel bedeckt der sich im Verlauf der Reifung von gelblich zu grau verfärbt.
Der Teig ist fest, direkt unter der Rinde schmelzend, marmoriert mit cremigen Streifen und grünblauen Schimmeladern. Die Intensität der Blauschimmelbildung hängt von der Menge der Schimmelsporen und von deren Entwicklungsfähigkeit ab.
Der Geschmack ist intensiv, aromatisch und mild bis pikant. Er nimmt im Verlauf des Reifungsprozesses an Intensität zu.
Nach der Mindestreifezeit beträgt der Fettgehalt mindestens 48 % F.i.Tr., der Feuchtigkeitsgehalt 44 bis 53 %.

## Kennzeichnung und Handel
Der Käse wird mit einem auf der Oberseite aufgestempeltem grafischen Symbol mit der Abkürzung „STV“, der Zulassungsnummer und dem Herstellungsdatum versehen. Der rechteckige Stempel hat die Maße 23 cm mal 11,5 cm. Portionierung und Verpackung dürfen auch außerhalb des Herkunftsgebiets erfolgen.
Ganze Käselaibe müssen außerdem auf der Oberseite mit einem Identifizierungsetikett aus Lebensmittelpapier versehen sein. Portionierte Käse müssen auf der Verpackung mit dem Logo, der Angabe „Certificato da Organismo di Controllo autorizzato dal Mipaaf“ und der Lizenznummer des Schutzverbandes Strachitunt versehen sein.